# Roelof Jansz. van Vries
Roelof Jansz. van Vries (Haarlem, ca, 1630 - Amsterdam, na 1681) was een Nederlands kunstschilder uit de periode van de Gouden Eeuw. 
Hij specialiseerde zich in het vervaardigen van landschappen, in veel gevallen voorzien van architectuur.
De geboortedatum van Van Vries wordt afgeleid uit het gegeven dat hij op 11 oktober 1659 in ondertrouw ging met de Haarlemse Marytje Adriaens; hij was toen 28 jaar oud. Zijn getuige bij deze gebeurtenis was Reinier Hals, een zoon van Frans Hals. Zijn eerste gedateerde werk stamt uit 1651, het laatste uit 1681. Hij moet tussen 1681 en 1688 zijn overleden, want zijn vrouw stond op 2 juni 1688 in Amsterdam, wonend in de Tuinstraat, vermeld als weduwe van de schilder. Schilder en schrijver Vincent van der Vinne vermeldt hem in een aantekening van het Sint-Lucasgilde in 1702 als overleden.
Rond 1653 was Van Vries actief in Leiden en vanaf 1659 in Amsterdam. Onbekend is wie zijn leermeester was. 
Hij was in zijn stijl een navolger van de vermaarde landschapsschilder Jacob van Ruisdael. Ook liet hij zich inspireren door het werk van onder anderen Meindert Hobbema, Jan Wijnants en Philips Wouwerman.
- Bibliothèque nationale de France: cb14959698p (data)
- Biografisch Portaal: 30687428
- Gemeinsame Normdatei: 1051020190
- International Standard Name Identifier: 0000 0000 8376 4196
- KulturNav: 09791389-9574-468b-a9f3-4dfc7721115b
- RKD-Nederlands Instituut voor Kunstgeschiedenis: 82151
- Union List of Artist Names: 500018724
- Virtual International Authority File: 95796167
- WorldCat: E39PCjxVBKJyqWyfKxKTDfyjRX